# Лан-Север (кантон)
Лан-Север (фр. Laon-Nord) — упраздненный кантон во Франции, находится в регионе Пикардия. Департамент кантона — Эна. Входил в состав округа Лан. Население кантона на 2011 год составляло 16 635 человек.
Код INSEE кантона — 0218. Всего в кантон Лан-Север входили 9 коммун, из них главной коммуной являлась Лан.

## Коммуны кантона
В состав кантона входят коммуны (население по данным Национального института статистики за 2011 г.):
- Бени-э-Луази — население 370 чел.
- Бюси-ле-Серни — население 192 чел.
- Вивез — население 765 чел.
- Крепи — население 1 921 чел.
- Лан (частично) — население 10 884 чел.
- Моленшар — население 318 чел.
- Ольнуа-су-Лан — население 1 336 чел.
- Серни-ле-Бюси — население 114 чел.
- Шамбри — население 735 чел.

## Экономика
Структура занятости населения (без учета города Лан):
- сельское хозяйство — 4,0 %
- промышленность — 4,7 %
- строительство — 8,4 %
- торговля, транспорт и сфера услуг — 58,0 %
- государственные и муниципальные службы — 25,0 %

## Политика
На президентских выборах 2012 г. жители кантона отдали в 1-м туре 31,0 % голосов Франсуа Олланду против 22,8 % у Николя Саркози и 22,4 % у Марин Ле Пен, во 2-м туре в кантоне победил Олланд, получивший 56,8 % (2007 г. 1 тур: Саркози — 28,4 %, Сеголен Руаяль — 26,9 %; 2 тур: Руаяль — 51,3 %). На выборах в Национальное собрание в 2012 г. по 1-му избирательному округу департамента Эна в 1-м  туре они поддержали своего представителя в Генеральном совете департамента Эна, кандидата Социалистической партии Фаваза Кариме, получившего 33,6 % голосов, но во 2-м туре с незначительным преимуществом — 36,4 % (из трех кандидатов) — в кантоне победила кандидат правых Од Боно.
|  | Кандидат            | Партия                  | % голосов |
|  | ------------------- | ----------------------- | --------- |
|  | Фаваз Кариме        | Социалистическая партия | 75,87     |
|  | Бодуэн де Карпентье | Национальный фронт      | 24,13     |

|  | Кандидат       | Партия                    | % голосов |
|  | -------------- | ------------------------- | --------- |
|  | Фаваз Кариме   | Социалистическая партия   | 55,18     |
|  | Мишлен Сара    | Союз за народное движение | 19,43     |
|  | А. Мари Фурнье | Национальный фронт        | 13,85     |
|  | Доминик Пикё   | Крайне левые              | 6,45      |
|  | Марк Марессаль | Коммунистическая партия   | 5,09      |